# El pequeño héroe
El pequeño héroe (en ruso: Маленький герой) es una novela corta o cuento largo escrita por Fiódor Dostoyevski y publicada en 1849 e inspirada en aquella época, donde el autor nos quiere transmitir la experiencia de un joven que empieza a tener los primeros sentimientos amorosos hacia una dama, pero también los del dolor y la angustia.

## Argumento
Esta obra trata sobre un niño de once años que es invitado a una fiesta que duraría varios días en una casa a las afueras de Moscú. En esa fiesta una de las invitadas es una bella dama que no para de molestarlo, y él se siente atraído y se enamora de su amiga, llamada Madame M. El joven niño pasa esos días de estancia atormentado y aburrido por la bella dama. No para de observar a Madame M ( Natalia ) y los tormentos que ella tiene con su marido y él la ayuda a escapar.
El joven alguna que otra vez trata de hacérselas de Héroe, un día se sube a un caballo y consigue montarlo sin caerse ( no lo había conseguido nadie antes ), y con esto consigue hacer más amigos, la bella dama no se mete más con él y consigue que Madame M se fije en él.
El niño estaba constantemente preocupado de los tormentos de Madame M y un día a ella se le cae una carta, entonces él la lee y descubre los tormentos de Madame M. Los problemas vienen dados por los amores que se trae con uno de los invitados, llamado Monsieur N. Después de esto Madame M. se vuelve a Moscú y no vuelve a saber nada de ella.

## Personajes
EL JOVEN: Es un niño tímido y vergonzoso de once años al que sus padres dejan ir por primera vez a una fiesta solo. Una vez en esa fiesta trata de hacer amigos y se enamora de Madame M y trata de que ella se fije en él, (él está todo el tiempo muy pendiente de ella).
BELLA: Tiene una magnífica cabellera rubia y es increíblemente bella, lo que provoca la admiración por parte de todos los invitados masculinos de la fiesta. En la fiesta no para de meterse con el joven.
MADAME NATALIA M: Pariente de Bella y dama por la que se siente atraído el joven, tiene algo que las demás no tienen y su hermosura es maravillosa. Durante la obra tiene numerosas discusiones con su marido y una relación con su amante Monsieur N.
MONSIEUR N: Es el amante de Madame M.
MONSIEUR M: Es celoso de vanidad. Quiere parecer europeo, moderno y lleno de ideas nuevas que le hacen sentir importante. Es alto y fuerte y tiene el pelo oscuros con patillas a la europea.
MONSIEUR T: Es pariente del joven y el anfitrión de la fiesta.

## Otras obras del autor
- Pobres gentes (1846). Primera novela de Dostoievski.
- El doble (1846)
- Memorias de la casa de los muertos (1861-1862)
- Notas de invierno sobre impresiones de verano (1863)
- Memorias del subsuelo (1864)
- Crimen y castigo (1866)
- El idiota (1868-1869)
- Los endemoniados (1871)
- Los hermanos Karamazov (1879-1880)

## Influencias
Esta obra esta influencia en las obras de Willian Shakespeare porque el autor estaba leyendo esta obra mientras redactaba El pequeño héroe, donde se refleja la alegría poética de la vida renacentista.
- Datos: Q372550